# Omomyia hirsuta
Omomyia hirsuta is een vliegensoort uit de familie van de Richardiidae. De wetenschappelijke naam van de soort is voor het eerst geldig gepubliceerd in 1907 door Coquillett.